# Tebourba
Tebourba o Tébourba (àrab: طبربة, Ṭuburba) és una ciutat de Tunísia a la governació de Manouba, situada uns 26 km al nord-oest de la ciutat de Manouba. És a la riba del riu Medjerda, a uns 35 km de la ciutat de Tunis. Té estació de ferrocarril. La seva població era de 26.665 habitants i és capçalera d'una delegació amb 41.770 habitants al cens del 2004.

## Economia
L'economia local es basa en l'agricultura amb cultius de cereal, oliva i vinya. Impulsada pels francesos, la producció vitivinícola produeix avui els Coteaux de Tébourba (vins negres i rosats), el més famós dels quals és el Magon.
El govern hi va establir una zona industrial on s'han instal·lat diverses empreses del sector tèxtil i d'altres.
El turisme hi està molt poc desenvolupat; el seu punt de més interès és el pont d'El Battan, construït el 1690 per ordre del bei Murat II, amb setze arcs, i que permet transportar l'aigua del riu Medjerda per a usos agrícoles.

## Història
Ocupa el lloc de la ciutat romana de Thuburbo Minus, esmentada en l'itinerari d'Antoní al segle iv aC, com una ciutat de més de dos mil habitants. També apareix a la Taula de Peutinger. El nom evolucionà amb el temps a l'actual de Tébourba.
En aquesta ciutat, foren detinguts les cèlebres màrtirs cristianes santa Perpetua i santa Felicitat, juntament amb altres cristians, i foren executades a l'amfiteatre de Cartago el 202 o 203.
Thuburbo Minus fou seu d'un bisbat. Se'n sap el nom de dos bisbes, Víctor, que va estar present en el Concili de Cartago del 411, i Germà, que el 646 signava la carta dels bisbes al patriarca Pau II de Constantinoble en contra del monotelisme.
La ciutat va estar a punt de desaparèixer, però al segle xv s'hi van assentar emigrants andalusins que van aportar-hi el seu urbanisme: una planimetria urbana en quadres amb vuit avingudes convergents a una plaça rectangular en la qual hi havia les mesquites, els comerços i altres edificis comuns. L'amfiteatre romà fou demolit al segle xvii per fer el pont El Battan.
El 4 de desembre del 1942, s'hi va lliurar una batalla entre els aliats i els alemanys; els darrers van guanyar i la ciutat va quedar seriosament danyada.

## Administració
És el centre de la delegació o mutamadiyya homònima, amb codi geogràfic 14 57 (ISO 3166-2:TN-12), dividida en set sectors o imades:
- Tebourba (14 57 51)
- El Ansarine (14 57 52)
- Edkhila (14 57 53)
- El Mellaha (14 57 54)
- Banlieue de Tebourba (14 57 55)
- Er-Raja (14 57 56)
- Ech-Chouigui (14 57 57)

Al mateix temps, forma una municipalitat o baladiyya (codi geogràfic 14 18), que s'estén pels sis sectors o imades de la delegació o mutamadiyya homònima.